# Kassandra (gemeente)
Kassandra (Grieks: Κασσάνδρα) is sedert 2011 een fusiegemeente (dimos) in de bestuurlijke regio (periferia) Centraal-Macedonië.
De twee deelgemeenten (dimotiki enotita) van de fusiegemeente zijn:
- Kassandria (Κασσάνδρα)
- Pallini (Παλλήνη)